# مقاطعة ماكو
مقاطعة ماكو (بالفارسية: شهرستان ماکو) هي إحدى مقاطعات محافظة أذربيجان الغربية في إيران. كان عدد سكان المقاطعة سنة 2006 حوالي 84,516 نسمة.